# Hanover (Noord-Kaap)
Hanover is een dorp gelegen in de gemeente  in de regio Karoo in de Zuid-Afrikaanse provincie Noord-Kaap. De dichtstbijzijnde plaatsen zijn De Aar, Colesberg en Middelburg (Oost-Kaap). Nabij het dorp kruist de nationale weg N1 met een andere nationale weg N10. Hanover ligt precies halverwege tussen Kaapstad en Johannesburg en ook even ver van Upington en Oos-Londen of van Port Elizabeth. De belangrijkste economische activiteit is veehouderij met merinoschapen.

## Geschiedenis
In de loop van de tijd waren de boeren van uit de regio Kaapstad langzaamer hand noordwaarts getrokken. In 18e eeuw hadden zij het gebied van de Karoo bereikt en vestigden zich er. In 1841 was een van de eerste boerderijen in het gebied de "Petrusvallei", waaruit later  Hanover is gegroeid. De laatste eigenaar van deze boerderij was Gert Gouws, kleinzoon van Sterren Gauche uit Hannover (Duitsland). Petrusvallei was een onderdeel van een buitendistrict van Graaff-Reinet en stond bekend als "Bo-Zeekoeirivier". Boeren moesten lange en moeizame reizen ondernemen naar Graaff-Reinet voor kerkgang, bevestiging, Heilig Avondmaal, huwelijken en doopplechtigheden. Met de tijd voelden zij de behoefte aan een eigen religieus, bestuurlijk en onderwijs centrum. Daarom stelden zij een petitie op gericht aan het gouvernement van de Kaapkolonie om een dorp te mogen stichten. 
Op 17 juli 1854 kocht een committee van zes mannen de boerderij "Petrusvallei" van Gert Gouws voor een som van 33.333 rijksdaalders onder de voorwaarde dat het te stichtte plaatsje de naam zou krijgen van "Hanover". De tweede "n" in de naam werd weggelaten om het niet zo Duits te laten klinken. Hun bedoeling was een nederzetting te stichten met een kerk en een boerderij. Gouws bleef aan als bedrijfsleider en J.J. Swart was verantwoordelijk voor de financiën. Het onderzoek startte onmiddellijk en begin 1856 waren er al veertig erven verkocht. Al snel bloeide er een dorpje aan de voet van de heuvelgroep en gelegen bij een sterke natuurlijke bron, genaamd "De Fontein". Deze bron leverde dagelijks meer dan 200.000 liter vers water en doet dat ook nog vandaag de dag. Op 13 oktober 1856 werd het bestuur over het plaatsje in handen gegeven van de kerkeraad van de Nederduits-Gereformeerde kerk. Het plaatsje werd erkend door de overheid als gemeente en al snel werd P. Watermeyer gekozen tot burgemeester. Hij diende Hanover ook als lid van het parlement tot 1888. In 1859 werden de grenzen van het district vastgelegd en in hetzelfde jaar werd de bouw van de eerste kerk afgerond. 
Op 13 november 1876 werd Hanover ook een gerechtelijk district en Charles Richard Beere werd benoemd als magistraat. Het plaatsje groeide snel en 1881 werd er een gevangenis gebouwd maar pas in 1897 volgde een rechtbank. Het stadje had een post- en telegraafkantoor, een bank, verschillende algemene handelaren, een hotel en een school. Vandaag lopen de snelwegen langs het dorp maar in 19e eeuw kwamen alle wegen in Hanover samen en passeerden reizigers door het stadje. Het was een belangrijke halteplaats voor postkoetsen naar de diamantvelden en de Oranje Vrijstaat. In 1884 veranderde dit echter door de komst van de spoorwegen, deze ontnam het plaatsje veel van het doorgaande verkeer en veranderde langzaam haar karakter.

### Executies tijdens de Boerenoorlog
Op de begraafplaats van het dorp ligt een piramide van stenen die de graven markeerd van drie jongemannen die werden geëxecuteerd tijdens de Tweede Boerenoorlog. De mensen van Hanover waren hierdoor diep geraakt. Iemand had bij Taaibosch, gelegen 20 km buiten het dorp, een trein laten ontsporen en geplunderd. Kort daarna werden verschillende jongemannen, die sliepen in de bijgebouwen van een boerderij, gearresteerd. Zij werden beschuldigd van 'Kwaadwillige hulp aan de Boerenstrijdkrachten', beroving en de dood van passagiers. Zij werden enigszins dubieus berecht door een militaire rechtbank in De Aar en werden schuldig bevonden en doodgeschoten. Tot het einde hebben zij hun onschuld staande gehouden.
In het boek van H.J.C. Pieterse over de oorlogservaringen van Generaal Wynand Malan, bevestigd de generaal dat zijn commando verantwoordelijk was voor de ontsporing en overval. De generaal bevestigde dat de jongemannen er helemaal niet bij betrokken waren. De Britten hadden de jongens juist naar de boerderij gestuurd om voer voor de paarden te halen. Na de oorlog heeft Generaal Malan samen met Olive and Cron Schreiner een lange campagne gevoerd om de namen van de jongens te zuiveren. De piramide van stenen boven hun graven draagt de inscriptie: 
‘De Wraak is mijn, ik zal vergelden, zei de Heer'.

## Bezienswaardigheden
- Petrusvallei-boerderij, de originele gebouwen zijn vandaag de dag een nationaal monument. Het is nu een klein historisch-cultureel museum.
- De Fontein, de krachtige waterbron in het stadje die elke dag ongeveer 205.000 liter water geeft.
- Trappieskop, een beklimbare heuvel. Gevangenen hebben destijds onder leiding magistraat Beere een makkelijk te beklimmen pad aangelegd naar de top van de heuvel. In 1881 werd na zijn dood, ter ere van zijn herinnering, op de top een stenen piramide opgericht.

## Bekende inwoners
- Olive Schreiner, de bekende schrijfster en vrouwenrechten voorvechtster woonde samen met haar man Samuel Cronwright van 1899 tot 1907 in Hanover.
- Ds. Thomas Francois Burgers, de bekende predikant en president van de Zuid-Afrikaansche Republiek van 1872 tot 1877.
- Zwelinzima Vavi, algemeen secretaris van het Congress of South African Trade Unions.

## Trivia
- Het eerste observatorium van het land stond eens op de top van de Trappieskop, maar is hiervan verhuisd en is nu onderdeel van het observatorium in Sutherland.